# Nairobi / Wilson
Nairobi / Wilson är en flygplats i Kenya. Den ligger i den sydvästra delen av landet, i huvudstaden Nairobi. Nairobi / Wilson ligger 1 690 meter över havet.
Terrängen runt Nairobi / Wilson är lite kuperad, och sluttar brant österut. Runt Nairobi / Wilson är det ganska tätbefolkat, med 166 invånare per kvadratkilometer. Närmaste större samhälle är Kibera, 3,5 km väster om Nairobi / Wilson. Runt Nairobi / Wilson är det i huvudsak tätbebyggt.